# Séverine Caneele
Séverine Caneele es una actriz belga nacida el 10 de mayo de 1974. Es conocida principalmente por haber ganado como Mejor Actriz en el Festival de Cannes en 1999 por la película L'humanité.

## Filmografía
- L'humanité (1999)
- Une part du ciel (2002)
- Quand la mer monte... (2004)
- Holy Lola (2004)
- Rodin (2017)

## Premios y distinciones
Festival Internacional de Cine de Cannes
| Año  | Categoría    | Película   | Resultado |
| ---- | ------------ | ---------- | --------- |
| 1999 | Mejor Actriz | L'humanité | Ganador   |